# 交響曲K.16a
交響曲 イ短調 K. Anh. 220 (16a) は、かつてヴォルフガング・アマデウス・モーツァルトが作曲したと考えられていた交響曲である。『オーデンセ』の愛称で呼ばれており、モーツァルトの作品とされていた楽曲の中で、短調の交響曲はこの曲を含めて3曲しか存在しない。

## 歴史と作者
ライプツィヒの楽譜出版社であるブライトコプフ・ウント・ヘルテルは、1799年にモーツァルトの全作品の出版を試みた。ブライトコプフ社はモーツァルト作品を姉のアンナ・マリアや妻のコンスタンツェをはじめ、音楽家、写譜屋、他の出版社などから収集した。その中にはイ短調の『交響曲 K. 16』が含まれていた。ブライトコプフ社の手書きの目録にはこの交響曲から4小節のインキピットが掲載されており、提供者はハンブルクの音楽商であるヨハン・クリストフ・ヴェストファールであるとされている。ルートヴィヒ・フォン・ケッヘルは彼のケッヘル目録の中でこの曲が散逸したものと考え、付録としてアンハング番号『K. Anh. 220』を割り当てた。
モーツァルト研究者のアルフレート・アインシュタインはケッヘル目録を改訂する中で、インキピットと現存するモーツァルトの交響曲の第1作目である第1番 K. 16を基に、この交響曲は1765年のロンドンで書かれたものではないかという説を提唱した。彼は『K. 16a』という番号を付した上で、現存するわずか開始数小節だけであっても初期作品と容易に判別し得ると述べた。ケッヘル目録の第6版はそのままこれを踏襲した。
このイ短調の交響曲はデンマークのオーデンセにある地方交響楽団の保管庫から、自筆譜ではなく複数の写譜者による手書きの写譜として1982年に発見された。表紙に書かれた注釈によれば、この交響曲は遅くとも1793年にはデンマークのコレギウム・ムジクムが所有するところとなり、パート譜の紙面に入れられた透かしからは1779年のものであることがわかった。モーツァルト家と関わりのあった写譜屋にはこの交響曲の写しを作成できる者はいなかった。1780年代、ヴェストファールはモーツァルトの交響曲の真作と、K. 16aやK. Anh. C 11.08のような由来の「疑わしい」作品を所有していた。おそらく彼はK. 16aを他の作品と共にデンマーク・コレギウム・ムジクムへと売却したのだろう。
モーツァルト研究者のヴォルフガング・プラートは現在『オーデンセ』として知られるこの交響曲を出版し、専門家が集う学術シンポジウムの議題として挙げた。エンシェント室内管弦楽団による録音が行われ、2000年に「真贋の疑わしい作品」として新モーツァルト全集に収録された。というのもまだ議論が完了しておらず、とりわけモーツァルトではない真の作者が決定されていなかったからである。
ニール・ザスローはこの交響曲がおそらく1765年以降に作曲されたと考えられ、1760年代と1770年代のモーツァルトの交響曲は様式が似通っていて確たる資料がなければ正確な年代決定が不可能であり、そしてK. 16aには他のどのモーツァルト作品とも様式的に異なる個所が散見されると述べている。ヴォルフガング・ゲルストホーファーはモーツァルトの初期交響曲に関する論評の中で、多くの専門家がK. 16aをモーツァルトの真作と考えていないことを理由にこの曲を無視した。フォルカー・シェルリースが述べたところによれば、モーツァルトの専門家らは長期にわたる集中的な議論の末に、『オーデンセ』交響曲は流儀と作風の両面からモーツァルト作品とみなすことができないと合意に至ったという。

### 否定された楽章
木管楽器のためのディヴェルティメント 変ロ長調 K. 186/159bの自筆譜4ページの裏面に、弦楽合奏と2つのオーボエ、2つのホルンのための16小節の楽譜が取り消し線で消された形で残されている。アルフレート・アインシュタインはケッヘル目録の改訂版において、この変ホ長調のアンダンテは遥か以前にかかれた交響曲、おそらく（当時はまだ未発見だった）K. 16aのものではないかと考えた。ケッヘル目録第6版は大筋でこれを引き継ぎつつ、両曲の関係は不確かなままであると含みを持たせた表現に修正している。
ヴォルフガング・プラートはディヴェルティメントの作曲年を1772年とする一方、筆跡より16小節を1765年から1766年のものとした、また、彼は調性を嬰ト短調に改め、モーツァルトが紙に書かれたこの楽想をディヴェルティメント中のメヌエットとトリオの最終稿に再利用したのだと考えた。フランツ・ギーグリングはこの断章を書き改め、自らが編集した『新モーツァルト全集』（1987年）の木管ディヴェルティメントの巻へクリティカル・レポートとして掲載した。この時までに交響曲 K. 16aは発見されており、アインシュタインが唱えた関連性は否定されていた。この「管弦楽用草稿」を出版したニールス・ザスローは草稿内に一貫性を欠いた部分や誤りがあるとした。さらにモーツァルトが嬰ト短調とロ長調の楽曲を聴いていたという仮定に基づいて復元作業が行われているが、モーツァルトはその時点でダブルシャープのような必要となる音楽記号を学んでいなかったため正しく記譜することはできなかったとザスローは述べている。

## 楽器編成
楽器編成はオーボエ2、ファゴット2、ホルン2、弦楽合奏である。当時の管弦楽の慣習ではファゴットやハープシコードのパートを記譜せず、これらが利用可能な楽団では低音部の増強や通奏低音の役目を担わせるために単にチェロやコントラバスのパートをそのまま同じように演奏させることが一般的であった。しかし、この交響曲におけるファゴットの役割は単にチェロやコントラバスを補強するに留まっていない。演奏時間は約13分。

## 楽曲構成
全3楽章。
- 第1楽章 アレグロ・モデラート
イ短調、4分の4拍子、ソナタ形式。
- 第2楽章 アンダンティーノ
イ長調、4分の2拍子、二部形式。
- 第3楽章 ロンド：アレグロ・モデラート
イ短調、4分の2拍子、ソナタ形式。